# وريد بنكرياسي اثنا عشري
الأوردة البنكرياسية الاثنا عشرية هي مجموعة من الأوردة تقوم بمرافقة الشريان المعثكلي الإثنا عشري العلوي، والشريان المعثكلي الإثنا عشري السفلي، ويقوم الوريد السفلي منهما بالاتحاد مع الوريد المعدي الثربي الأيمن.

## وصلات خارجية
- Pancreaticoduodenal+veins في قاموس إي ميديسين

هذه المقالة تعتمد على مواد ومعلومات ذات ملكية عامة، من الصفحة رقم 682  الطبعة العشرين لكتاب تشريح جرايز لعام 1918.